# Demolatorul
Demolatorul (în engleză Demolition Man) este un film de acțiune regizat de Marco Brambilla[*] după un scenariu de Daniel Waters. În rolurile principale au interpretat actorii Sylvester Stallone, Wesley Snipes, Sandra Bullock și Nigel Hawthorne. 
Stallone este John Spartan, un ofițer de poliție care își asumă riscuri, care are reputația de a provoca distrugeri în timp ce își desfășoară munca. După o încercare eșuată de a salva ostaticii de la lordul crimei Simon Phoenix (Snipes), ambii sunt condamnați să fie înghețați criogenic, în 1996. Phoenix este dezghețat pentru o audiere condiționată în 2032, dar scapă. Societatea s-a schimbat și toate infracțiunile au fost aparent eliminate. Incapabili să facă față unui criminal la fel de periculos precum Phoenix, autoritățile îl trezesc pe Spartan pentru a-l ajuta să-l prindă din nou. Filmul face aluzii la multe alte lucrări, inclusiv romanul distopic al lui Aldous Huxley din 1932, Minunata lume nouă și Când se va trezi Cel-care-doarme de H. G. Wells.
A fost produs de studiourile Silver Pictures și a avut premiera la 8 octombrie 1993, fiind distribuit de Warner Bros. Coloana sonoră a fost compusă de Elliot Goldenthal. 
Cheltuielile de producție s-au ridicat la 45–77 milioane $ și a avut încasări de 159,1 milioane $.

## Distribuție
- Sylvester Stallone - Sergeant John Spartan
- Wesley Snipes - Simon Phoenix
- Sandra Bullock - Locotenentul Lenina Huxley, personajul a fost numit după Aldous Huxley, autor al Brave New World, și după Lenina Crowne, un personaj principal al romanului.[13]
- Nigel Hawthorne - Dr. Raymond Cocteau[17][18][19]
- Benjamin Bratt - Ofițer Alfredo Garcia
- Denis Leary - Edgar Friendly
- Bill Cobbs - Ofițer Zachary Lamb (Grand L. Bush joacă o versiune mai tânără în scenele din 1996)
- Bob Gunton - Chief George Earle
- Glenn Shadix - Associate Bob
- Trent Walker - Boggle Guard
- Troy Evans - Ofițer James MacMillan
- David Patrick Kelly - Leon
- Steve Kahan - Captain Healy
- Andre Gregory - Warden William Smithers
- Toshishiro Obata - Kodo, CryoCon Ally
- Ben Jurand - Francis, CryoCon Ally
- Billy D. Lucas - Danzig, CryoCon Ally
- Rhino Michaels - Elvin, Cryocon Ally
- Jesse Ventura - Adam, Cryocon Ally
- Brandy Ledford - Wrong Number Video Girl
- Rob Schneider - Ofițer Erwin (nemenționat)[20]
- Dan Cortese - Cântăreț în salonul Taco Bell și un gardian al închisorii Crio
- Jack Black - Wasteland Scrap #2
- Carlton Wilborn - Wasteland Scrap Carl